# Lotzbeck u. Cie.
Das Unternehmen Lotzbeck u. Cie. war ein deutscher Tabakwarenhersteller.

## Geschichte
Der Kaufmann Carl Ludwig von Lotzbeck gründete im Jahr 1774 die Schnupftabakfirma Lotzbeck & Cie in Lahr/Schwarzwald.
Damals noch voneinander getrennte Herrschaftsgebiete erschwerten den Export der Firma in das nahegelegene Bayern. Da auch dort eine hohe Nachfrage nach Schnupftabak bestand und man die hohen Zollabgaben umgehen wollte, gründete man 1812 unter der Bezeichnung „Lotzbeckische Tabakfabrik“ eine Fabrikation, als Filiale des Stammhauses, in Augsburg. 1867 spalteten sich die beiden Firmen in Lahr/Baden und Augsburg voneinander ab. Die Firma firmierte in eine Aktiengesellschaft unter dem Namen Lotzbeck & Cie AG Augsburg um und führte die Produktion bis zum Jahr 1927 fort. 1924/25 tat sich die Firma wirtschaftlich schwer. Das Konsumentenverhalten hatte sich gewandelt. Zigarren-, Pfeifen- und Zigarettenwaren kamen immer mehr in Mode. Das Unternehmen probierte auch solche Tabakwaren zu produzieren, jedoch ohne Erfolg. 1925 holte das Unternehmen Josef Winter ins Unternehmen, 1926 wurde er Vorstand der Firma. Ihm gelang es das Unternehmen aus den Schulden zu retten, um es wirtschaftlich zu halten, mussten jedoch weitere Sparmaßnahmen getroffen werden. Das Fabrikgelände auf dem heutigen Stadtmarkt in Augsburg war zu teuer, ein neues Fabrikgelände vor dem Roten Tor in Augsburg wurde ebenfalls bald verworfen und so verlagerte Josef Winter am 1. April 1928 die Fabrik von Augsburg nach Ingolstadt.
Vor allem der wachsende Zigarettenverbrauch hatte einen Rückgang des Schnupftabakabsatzes zur Folge. Dieser Umstand, sowie der Tod des Firmeninhabers bewirkten, dass die Schnupftabakherstellung im Jahre 1977 im Kavalier Heydeck aufgegeben wurde.

## Nachwirkungen
Das Lahrer Rathaus wurde 1933 in das 1810 im klassizistischen Stil erbaute Wohnhaus des Carl Ludwig von Lotzbecks verlegt.